# Louis Vernet
Pierre Louis Vernet (Doranges, 5 de mayo de 1870-Choisy-au-Bac, 19 de marzo de 1946) fue un deportista francés que compitió en tiro con arco, en la modalidad de arco recurvo. Participó en los Juegos Olímpicos de Londres 1908, obteniendo una medalla de plata en la prueba continental.

## Palmarés internacional
| Juegos Olímpicos | Juegos Olímpicos      | Juegos Olímpicos | Juegos Olímpicos |
| Año              | Lugar                 | Medalla          | Prueba           |
| ---------------- | --------------------- | ---------------- | ---------------- |
| 1908             | Londres (Reino Unido) | Medalla de plata | Continental      |